# Krasnodar Bisons
I Krasnodar Bisons ((RU)  Бизоны) sono una squadra di football americano di Krasnodar, in Russia, fondata nel 2006.

## Dettaglio stagioni

### Tornei nazionali

#### Campionato

##### Campionato russo/LAF
| Stagione | regular season | regular season | regular season | regular season | regular season | regular season | playoff | playoff | playoff | playoff | playoff | playoff               | playoff          |
|          | Vin            | Par            | Per            | Tot            | PF             | PS             | Vin     | Per     | Tot     | PF      | PS      | risultato             | avversaria       |
| -------- | -------------- | -------------- | -------------- | -------------- | -------------- | -------------- | ------- | ------- | ------- | ------- | ------- | --------------------- | ---------------- |
| 2014     | 0              | 0              | 4              | 4              | 10             | 273            | -       | -       | -       | -       | -       | -                     | -                |
| 2016     | 2              | 0              | 2              | 4              | 62             | 66             | 0       | 1       | 1       | 8       | 27      | Semifinale girone Sud | Stavropol Stones |
| Totale   | 2              | 0              | 6              | 8              | 72             | 339            | 0       | 1       | 1       | 8       | 27      |                       |                  |

Fonti: Enciclopedia del Football - A cura di Roberto Mezzetti

##### EESL Pervaja Liga
| Stagione | regular season | regular season | regular season | regular season | regular season | regular season | playoff | playoff | playoff | playoff | playoff | playoff   | playoff    |
|          | Vin            | Par            | Per            | Tot            | PF             | PS             | Vin     | Per     | Tot     | PF      | PS      | risultato | avversaria |
| -------- | -------------- | -------------- | -------------- | -------------- | -------------- | -------------- | ------- | ------- | ------- | ------- | ------- | --------- | ---------- |
| 2020     | 2              | 0              | 1              | 3              | 74             | 50             | -       | -       | -       | -       | -       | -         | -          |
| Totale   | 2              | 0              | 1              | 3              | 74             | 50             | -       | -       | -       | -       | -       |           |            |

Fonti: Enciclopedia del Football - A cura di Roberto Mezzetti

##### EESL Vtoraja Liga
| Stagione | regular season | regular season | regular season | regular season | regular season | regular season | playoff | playoff | playoff | playoff | playoff | playoff   | playoff              |
|          | Vin            | Par            | Per            | Tot            | PF             | PS             | Vin     | Per     | Tot     | PF      | PS      | risultato | avversaria           |
| -------- | -------------- | -------------- | -------------- | -------------- | -------------- | -------------- | ------- | ------- | ------- | ------- | ------- | --------- | -------------------- |
| 2022     | 4              | 0              | 0              | 4              | 192            | 32             | 2       | 1       | 3       | 84      | 28      | Finale    | Samara Stormbringers |
| Totale   | 4              | 0              | 0              | 4              | 192            | 32             | 2       | 1       | 3       | 84      | 28      |           |                      |

Fonti: Enciclopedia del Football - A cura di Roberto Mezzetti

### Tornei locali

#### Black Bowl
| Stagione | regular season | regular season | regular season | regular season | regular season | regular season | playoff | playoff | playoff | playoff | playoff | playoff   | playoff                        |
|          | Vin            | Par            | Per            | Tot            | PF             | PS             | Vin     | Per     | Tot     | PF      | PS      | risultato | avversaria                     |
| -------- | -------------- | -------------- | -------------- | -------------- | -------------- | -------------- | ------- | ------- | ------- | ------- | ------- | --------- | ------------------------------ |
| 2019     | 4              | 0              | 2              | 6              | 125            | 88             | 0       | 1       | 1       | 8       | 12      | Wild Card | Tula Tarantula/Bryansk Robbers |
| Totale   | 4              | 0              | 2              | 6              | 125            | 88             | 0       | 1       | 1       | 8       | 12      |           |                                |

Fonti: Enciclopedia del Football - A cura di Roberto Mezzetti

#### Campionato del Sud
| Stagione | regular season | regular season | regular season | regular season | regular season | regular season | playoff | playoff | playoff | playoff | playoff | playoff   | playoff          |
|          | Vin            | Par            | Per            | Tot            | PF             | PS             | Vin     | Per     | Tot     | PF      | PS      | risultato | avversaria       |
| -------- | -------------- | -------------- | -------------- | -------------- | -------------- | -------------- | ------- | ------- | ------- | ------- | ------- | --------- | ---------------- |
| 2017     | 2              | 0              | 1              | 3              | 90             | 12             | 1       | 1       | 2       | 48      | 30      | Finale    | Stavropol Stones |
| 2018     | 2              | 0              | 0              | 2              | 61             | 28             | -       | -       | -       | -       | -       | Campioni  | Crimea           |
| Totale   | 4              | 0              | 1              | 5              | 151            | 40             | 1       | 1       | 2       | 48      | 30      |           |                  |

Fonti: Enciclopedia del Football - A cura di Roberto Mezzetti

#### Campionato del Territorio di Krasnodar
| Stagione | regular season | regular season | regular season | regular season | regular season | regular season | playoff | playoff | playoff | playoff | playoff | playoff   | playoff               |
|          | Vin            | Par            | Per            | Tot            | PF             | PS             | Vin     | Per     | Tot     | PF      | PS      | risultato | avversaria            |
| -------- | -------------- | -------------- | -------------- | -------------- | -------------- | -------------- | ------- | ------- | ------- | ------- | ------- | --------- | --------------------- |
| 2018     | -              | -              | -              | -              | -              | -              | 2       | 1       | 3       | 128     | 22      | Finale    | Novorossiysk Admirals |
| Totale   | -              | -              | -              | -              | -              | -              | 2       | 1       | 3       | 128     | 22      |           |                       |

Fonti: Enciclopedia del Football - A cura di Roberto Mezzetti

#### Coppa del Territorio di Krasnodar
| Stagione | regular season | regular season | regular season | regular season | regular season | regular season | playoff | playoff | playoff | playoff | playoff | playoff   | playoff               |
|          | Vin            | Par            | Per            | Tot            | PF             | PS             | Vin     | Per     | Tot     | PF      | PS      | risultato | avversaria            |
| -------- | -------------- | -------------- | -------------- | -------------- | -------------- | -------------- | ------- | ------- | ------- | ------- | ------- | --------- | --------------------- |
| 2016     | 2              | 0              | 0              | 2              | 48             | 0              | 2       | 0       | 2       | 68      | 14      | Campioni  | Novorossiysk Admirals |
| 2018     | 2              | 0              | 0              | 2              | 69             | 8              | -       | -       | -       | -       | -       | Campioni  | Novorossiysk Admirals |
| Totale   | 4              | 0              | 0              | 4              | 117            | 8              | 2       | 0       | 2       | 68      | 14      |           |                       |

Fonti: Enciclopedia del Football - A cura di Roberto Mezzetti

### Riepilogo fasi finali disputate
| Anno              | Luogo      | Evento                                 | Fase del torneo      | Incontro                                          | Risultato |
| 9 luglio 2016     | Stavropol' | LAF                                    | Semifinale giron Sud | Stavropol Stones - Krasnodar Bisons               | 27 - 8    |
| 26 novembre 2016  |            | Coppa del Territorio di Krasnodar      | Finale               | Krasnodar Bisons - Novorossiysk Admirals          | 21 - 14   |
| 29-30 luglio 2017 |            | Campionato del Sud                     | Finale               | Krasnodar Bisons - Stavropol Stones               | 11 - 30   |
| 15 aprile 2018    | Krasnodar  | Campionato del Territorio di Krasnodar | Finale               | Krasnodar Bisons - Novorossiysk Admirals          | 0 - 16    |
| 7 settembre 2019  | Krasnodar  | Black Bowl                             | Wild Card            | Krasnodar Bisons - Tula Tarantula/Bryansk Robbers | 8 - 12    |
| 7 agosto 2022     | Samara     | Vtoraja Liga                           | Finale               | Samara Stormbringers - Krasnodar Bisons           | 22 - 16   |

## Palmarès
- 2 Coppe del Territorio di Krasnodar (2016, 2018)
- 1 Campionato del Sud (2018)